# Aleksander Kitewski
Aleksander Kitewski (14 de febrero de 1996) es un deportista polaco que compite en piragüismo en la modalidad de aguas tranquilas.
Ganó cuatro medallas en el Campeonato Mundial de Piragüismo entre los años 2021 y 2023, y dos medallas en el Campeonato Europeo de Piragüismo, en los años 2022 y 2024.
En los Juegos Europeos de Cracovia 2023 consiguió dos medallas, plata en C2 200 m mixto y bronce en C2 500 m.

## Palmarés internacional
| Campeonato Mundial | Campeonato Mundial     | Campeonato Mundial | Campeonato Mundial |
| Año                | Lugar                  | Medalla            | Competición        |
| ------------------ | ---------------------- | ------------------ | ------------------ |
| 2021               | Copenhague (Dinamarca) | Medalla de plata   | C4 500 m           |
| 2022               | Halifax (Canadá)       | Medalla de plata   | C4 500 m           |
| 2022               | Halifax (Canadá)       | Medalla de bronce  | C2 500 m mixto     |
| 2023               | Duisburgo (Alemania)   | Medalla de plata   | C4 500 m           |
| Juegos Europeos    |                        |                    |                    |
| Año                | Lugar                  | Medalla            | Competición        |
| 2023               | Cracovia (Polonia)     | Medalla de plata   | C2 200 m mixto     |
| 2023               | Cracovia (Polonia)     | Medalla de bronce  | C2 500 m           |
| Campeonato Europeo |                        |                    |                    |
| Año                | Lugar                  | Medalla            | Competición        |
| 2022               | Múnich (Alemania)      | Medalla de oro     | C2 200 m           |
| 2024               | Szeged (Hungría)       | Medalla de plata   | C2 200 m           |